# 大武乡 (商水县)
大武乡，是中华人民共和国河南省周口市商水县下辖的一个乡镇级行政单位。

## 行政区划
大武乡下辖以下地区：
大武村、洼刘村、前朱村、后朱村、王停铺村、西赵庄村、卢庄村、张表村、官路韩村、焦寨村、边王村、化庄村、王金楼村、堤子王村、苦子王村、雷庄村、孙庄村、西贾庄村、大王村、堂李庙村、姚庄村、门王村、小许村、许尧村、固现村、前冯楼村、后冯楼村、刘庄村、边界李村、程刘村、方庄村和罗庄村。